# Радио Илиџа
Радио Илиџа или Српски радио Илиџа био је радио у општини Илиџа у току Грађанског рата у БиХ. Био је један од најпопуларнијих ратних медија у српском дијелу Сарајева.

## Историјат
Другог августа 1992. године у 12.55 сати је почео са радом „Српски радио Илиџа“. Емитовање је почело чувеном реченицом уредника Душка Ољаче:
„Овдје српски Радио Илиџа“ .  
Ратна дејства учинила су да услови у којима се радило буду изузетно тешки. Радио је имао око 20 радника који су свакодневно извјештавали о стању у граду али и настојали да музичким и забавним програмом одагнају слушаоце од потешкоћа живота у ратним условима. 
Након потписивања Дејтонског споразума, Радио Илиџа се преселио у Лукавицу гдје се ујединио са „Радио Грбавицом“ . 
Уједињењем ове двије радио станице настао је Радио Српско Сарајево који се под тим именом огласио 1. маја 1997. године. Програм је емитован са два предајника – један Радио Грбавице, а  други Радио Илиџе који је дислоциран на Требевић чиме се искорачило у погледу чујности  и броја слушалаца .